# S3M
S3M — формат музыкальных файлов, использовавшийся трекером Scream Tracker 3 — один из трёх наиболее распространенных форматов трекерной музыки.
S3M является развитием формата STM (использовавшегося Stream Tracker). Оба формата базируются на исходном формате MOD, использовавшемся на компьютерах Amiga.
Различия S3M и STM/MOD:
- Формат является гибридом записи оцифрованного звука и синтезируемых инструментов. Официальная спецификация предусматривает 16 цифровых каналов и 14 синтезированных (+2 неиспользованных слота = 32 канала).
- Раздельные уровни громкости в каналах
- Поддержка большего числа инструментов (99 против 31 у MOD/STM)[2]
- Планировка по умолчанию для канала задаётся создателем трека
- Сверхточные переходы между высотами звука

Характеристики формата
- Семплы могут иметь частоту дискретизации до 44 кГц, но могут быть только восьмибитными[3]